# Taubenturm Château de Pommiers

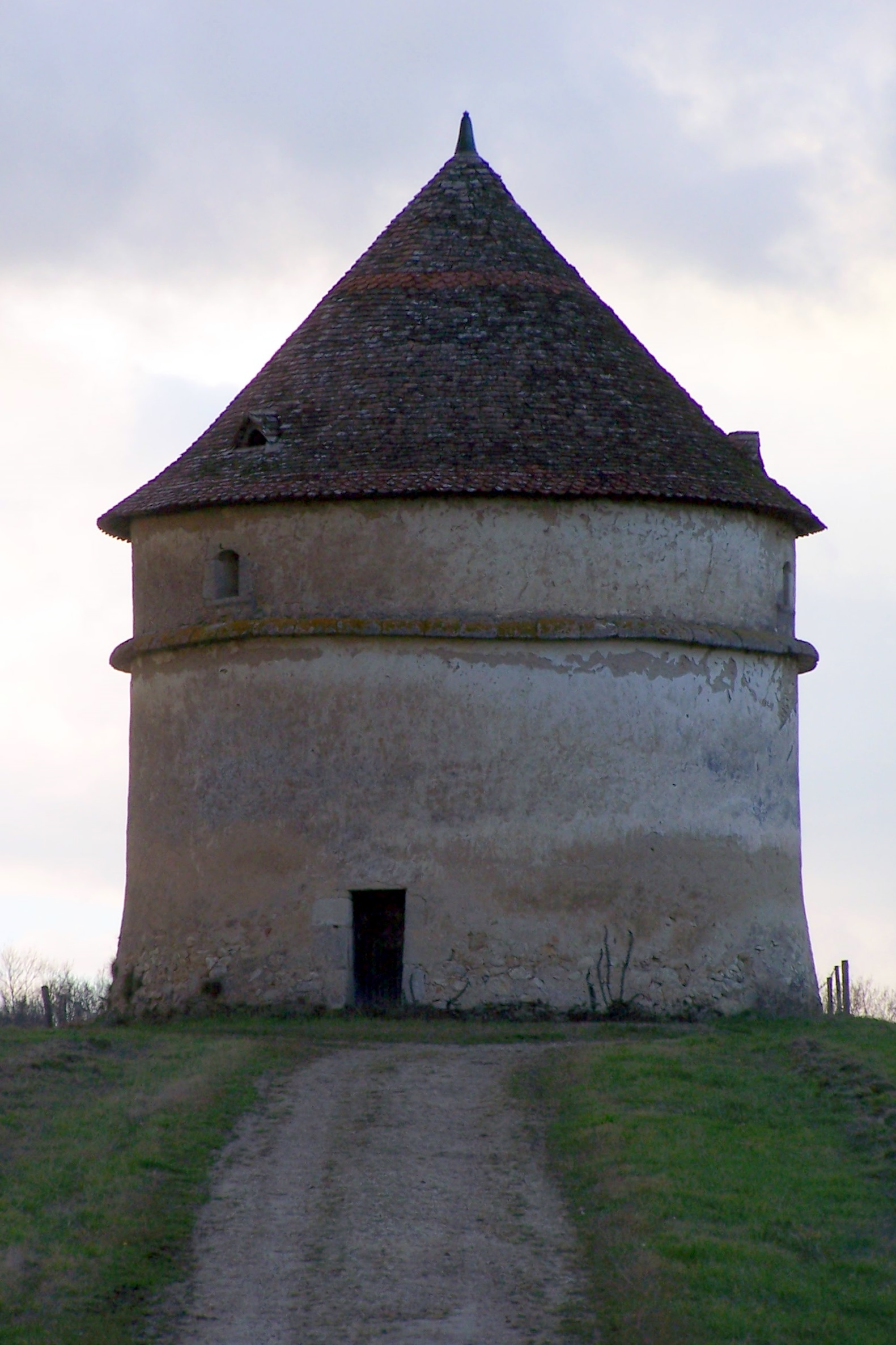
Taubenturm in Saint-Félix-de-Foncaude

Der Taubenturm (französisch colombier oder pigeonnier) des Château de Pommiers in Saint-Félix-de-Foncaude, einer französischen Gemeinde im Département Gironde in der Region Nouvelle-Aquitaine, wurde im 17. Jahrhundert errichtet. Der Taubenturm steht als Teil des Schlosses seit 2007 als Monument historique auf der Liste der Baudenkmäler in Frankreich.
Der runde Turm aus verputztem Bruchsteinmauerwerk besitzt kleine Öffnungen, die den Zugang für die Tauben bilden.